# 薩德爾海崖
56°42′S 27°9′W / 56.700°S 27.150°W
薩德爾海崖（英語：Saddle Bluff），是南極洲的海崖，位於南桑威奇群島中維索科伊島東南部，處於歐文角西北面2.1公里，由英國探險隊發現，現時由南極條約體系管理。